# آر فينكاتارامان
آر فينكاتارامان (بالتاميلية: ராமசுவாமி வெங்கட்ராமன்)‏ (و. 1910 – 2009 م) هو محامي، وسياسي، وكاتب السيرة الذاتية، وقاضي من الهند. ولد في تامل نادو . تولى منصب رئيس الهند (25 يوليو 1987–25 يوليو 1992)، وعضو لوك سابها.
وهو عضو في المؤتمر الوطني الهندي.
توفي في نيودلهي.
ولد آر فينكاتارامان في قرية راجامادام في إقليم مقاطعة تانجوري الهندية في إقليم رئاسة مدراس التابع لشركة الهند البريطانية. درس فينكاتارامان القانون، ومارس مهنة المحاماة في محكمة مدراس العليا وفي المحكمة العليا الهندية. في شبابه، كان فينكاتارامان ناشطًا في حركة الاستقلال الهندية، وشارك في حركة «اتركوا الهند». عُين فينكاتارامان عضوًا في الجمعية التأسيسية وفي الحكومة المؤقتة. انتُخب فينكاتارامان للمجلس الأدنى في برلمان الهند (مجلس الشعب) أربع مرات، وشغل منصب وزير مالية الاتحاد ووزير الدفاع. في عام 1984، انتُخب فينكاتارامان لشغل منصب سابعِ نائبٍ لرئيس الهند، وأصبح في عام 1987 الرئيس الثامن للهند، وبقي في منصبه هذا حتى عام 1992. كما شغل منصب وزير دولة في عهد كل من كوماراسوامي كاماراج ومينجور باكتافاتسالام.

## أولى سنوات حياته
وُلد فينكاتارامان في قرية راجامادام بالقرب من بلدة باتوكوتاي القريبة من ضاحية ثانجافور في ولاية تاميل نادو الهندية في عائلة تنتمي لطائفة الآير ضمن طبقة البراهمة التي تمثل رجال الدين عند الهندوس. كان لفينكاتارامان صديق مقرب في قرية راجامادام اسمه كانان إينغار. تلقى فينكاتارامان تعليمه المدرسي في مدرسة غوفت بويز الثانوية العليا في بلدة باتوكوتاي والتحق بالكلية الوطنية في تيروشيربالي.
تلقى فينكاتارامان تعليمه محليًا، وحصل على درجة البكالوريوس في الاقتصاد من كلية لويولا في مدينة مدراس (التي تعرف اليوم باسم تشيناي)، وحصل لاحقًا على شهادة في القانون من كلية الحقوق في مدراس. التحق فينكاتارامان بالعمل في محكمة مدراس العليا في عام 1935، وفي المحكمة العليا الهندية في عام 1951.
خلال فترة ممارسته لمهنة المحاماة، انجذب فينكاتارامان للحركات المطالبة باستقلال الهند عن الاستعمار البريطاني الاستعبادي. تسببت مشاركة فينكاتارامان النشطة في حركة الكونغرس الوطني الهندي المناهضة للحكومة البريطانية، المعروفة باسم «حركة اتركوا الهند لعام 1942»، باعتقاله لمدة عامين اثنين بومجب قوانين الدفاع عن الهند. لم يتراجع اهتمام فينكاتارامان بالقانون خلال هذه الفترة. في عام 1946، عندما كان انتقال السلطة من البريطانيين إلى الهنود وشيكًا، أدرجت حكومة الهند اسم فينكاتارامان في بعثة المحامين إلى مالايا وسنغافورة. كانت البعثة تهدف للدفاع عن المواطنين الهنود المتهمين بارتكاب جرائم التعاون مع العدو خلال فترة احتلال اليابان لهذين المكانين. عمل فينكاتارامان من عام 1947 وحتى عام 1950 أمينًا عامًا لاتحاد المحامين في مدينة مدراس.

## عمله السياسي
كان لعمل فينكاتارامان القانوني والتجاري دورٌ في زيادة ارتباطه بالشؤون السياسية. فكان عضوًا في الجمعية التأسيسية الذي صاغ دستور الهند، وانتخب في عام 1950، للجنة تحرير برلمان الهند المؤقت (1950 0 1952)، وللجنة تحرير البرلمان الأول (1952 – 1957). خلال فترة نشاطه التشريعي، حضر فينكاتارامان اجتماع دورة عام 1952 للجنة تجارة المعادن التابعة لمنظمة العمل الدولية بصفته مندوبًا عن العمال، وكان عضوًا في الوفد البرلماني الهندي إلى مؤتمر اتحاد برلمانات الكومنولث في نيوزيلندا. شغل فينكاتارامان منصب سكرتير زعيم الحزب البرلماني بين عامي 1953 و 1954. 
أُعيد انتخاب فينكاتارامان للبرلمان في عام 1957، إلا أنه استقال منصبه بغية شغل منصب وزيرٍ في حكومة ولاية مدراس. تولى فينكاتارامان حقائب الصناعة والعمل والتعاون والطاقة والنقل والضرائب التجارية في حكومة ولاية مدراس بين عامي 1957 و 1967. خلال هذه الفترة، كان فينكاتارامان يشغل أيضًا منصب رئيس المجلس التشريعي لمدراس.

## روابط خارجية
- آر فينكاتارامان على موقع الموسوعة البريطانية (الإنجليزية)
- آر فينكاتارامان على موقع مونزينجر (الألمانية)